# Pholas
Pholas е род соленоводни морски миди от семейство Pholadidae. Черупките на мидите са с размери до 15 сантиметра. Разпространени са в Атлантически и Тихи океан.

## Видове
- Pholas campechiensis Gmelin, 1791
- Pholas chiloensis Molina, 1782
- Pholas dactylus Linnaeus, 1758
- Pholas orientalis Gmelin, 1791
- Pholas silicula Lamarck, 1818